# Niemiecka Partia Demokratyczna
Niemiecka Partia Demokratyczna (Deutsche Demokratische Partei) – partia założona przez przywódców dawnej Postępowej Partii Ludowej (Fortschrittliche Volkspartei) oraz lewego odłamu Partii Narodowo-Liberalnej (Nationalliberale Partei). 

## Charakterystyka
Ugrupowanie powstało na początku istnienia Republiki Weimarskiej. Do kierownictwa partii wchodzili: Walther Rathenau, Eugen Schiffer, Hugo Preuss, Otto Gessler, Max Weber, Richard Frankfurter oraz Erich Koch-Weser. Członkiem DDP był Thomas Mann.
Demokraci określali się jako lewicowa partia liberalna, podczas gdy Niemiecką Partię Ludową (DVP) uznawało się za prawicową frakcję liberalną. Wraz z SPD i Partią Centrum, DDP postulowała wprowadzenie demokratycznej, republikańskiej formy rządów. Partię często krytykowano, stosując wobec niej określenia „partii żydów” bądź „partii profesorów” (w istocie Żydzi stanowili znaczny odsetek jej wyborców).
Dr Hjalmar Schacht, jeden z największych zwolenników DDP, przeszedł w roku 1933 do NSDAP wierząc, że Hitler w przeciwieństwie do polityków DDP, jest w stanie ocalić Niemcy przed recesją poprzez budowę silnej gospodarki.
W pierwszych powojennych wyborach do Reichstagu demokraci uzyskali dość dobry wynik, który pozwolił ich przedstawicielom wejść w skład rządu. Wstąpili oni do tzw. koalicji weimarskiej, na czele której stanął Philipp Scheidemann. W tym samym roku odeszli z rządu na znak protestu przeciwko traktatowi wersalskiemu, jednak wkrótce powrócili do koalicji. W późniejszych wyborach ich poparcie społeczne systematycznie spadało. Próba połączenia się z Zakonem Młodych Niemców (Jungdeutscher Orden) (organizacją paramilitarną i polityczną, której powstanie inspirowane było dawną świetnością zakonu krzyżackiego) i utworzenia Niemieckiej Partii Państwowej (Deutsche Staatspartei) w roku 1930 zakończyła się niepowodzeniem, wskutek czego znaczenie delegacji DDP w Reichstagu stało się znikome.
Partia została zdelegalizowana po dojściu NSDAP do władzy w roku 1933.
Po II wojnie światowej byli działacze Niemieckiej Partii Demokratycznej oraz Niemieckiej Partii Ludowej utworzyli Wolną Partię Demokratyczną.